# Wahlkreis Nr. 9 (Senat der Republik Polen, 2001–2011)
Der Wahlkreis Nr. 9 (polnisch Okręg wyborczy nr 9) war ein von 2001 bis 2011 bestehender Wahlkreis für die Wahl des Senats der Republik Polen und wurde auf Grundlage der Ordynacja wyborcza do Sejmu Rzeczypospolitej Polskiej i do Senatu Rzeczypospolitej Polskiej (Wahlordnung für den Sejm der Republik Polen und für den Senat der Republik Polen) vom 12. April 2001 (Dz.U. 2001 nr 46 poz. 499) errichtet. Die erste Wahl, die im Wahlkreis stattfand, war die Parlamentswahl am 23. September 2001.
Der Wahlkreis umfasste nach der Anlage Nr. 2 (Załącznik nr 2) der Ordynacja wyborcza do Sejmu Rzeczypospolitej Polskiej i do Senatu Rzeczypospolitej Polskiej in der letzten Bekanntmachung vom 30. Juni 2005 (Dz.U. 2005 nr 140 poz. 1173) die kreisfreie Stadt Łódź und die Powiate Brzeziński und Łódzki wschodni der Woiwodschaft Łódź (Województwo łódzkie).
Durch den Wechsel von Mehrpersonenwahlkreisen zu Einpersonenwahlkreisen wurde der Wahlkreis Nr. 9 im Jahr 2011 aufgelöst. Das Gebiet des Wahlkreises entspricht den Wahlkreisen Nr. 23 und Nr. 24 seit 2011.
Der Sitz der Wahlkreiskommission war Łódź.

## Wahlkreisvertreter
| WP   | Wahl | Senator (Wahlkomitee) | Senator (Wahlkomitee)                                              | Senator (Wahlkomitee) | Senator (Wahlkomitee)                                                 |
| ---- | ---- | --------------------- | ------------------------------------------------------------------ | --------------------- | --------------------------------------------------------------------- |
| V.   | 2001 |                       | Zdzisława Janowska (KKW Sojusz Lewicy Demokratycznej – Unia Pracy) |                       | Grzegorz Jan Matuszak (KKW Sojusz Lewicy Demokratycznej – Unia Pracy) |
| VI.  | 2005 |                       | Elżbieta Więcławska-Sauk (KW Prawo i Sprawiedliwość)               |                       | Stefan Konstanty Niesiołowski (KW Platforma Obywatelska RP)           |
| VII. | 2007 |                       | Krzysztof Kwiatkowski (KW Platforma Obywatelska RP)                |                       | Maciej Tomasz Grubski (KW Platforma Obywatelska RP)                   |

## Wahlergebnisse

### Parlamentswahl 2001
Die Wahl fand am 23. September 2001 statt.
| # | Kandidat | Kandidat                    | Wahlkomitee                                        | Stimmen | Prozent |
| - | -------- | --------------------------- | -------------------------------------------------- | ------- | ------- |
| 1 |          | Ryszard Wiesław Bonisławski | KWW Blok Senat 2001                                | 69.401  | 21,08 % |
| 2 |          | Sławomir Boss               | KWW Sławomir Boss Senatorem Łodzi                  | 34.003  | 10,33 % |
| 3 |          | Zdzisława Janowska          | KKW Sojusz Lewicy Demokratycznej – Unia Pracy      | 159.173 | 48,35 % |
| 4 |          | Michał Andrzej Kasiński     | KWW Blok Senat 2001                                | 73.205  | 22,24 % |
| 5 |          | Grzegorz Jan Matuszak       | KKW Sojusz Lewicy Demokratycznej – Unia Pracy      | 130.250 | 39,56 % |
| 6 |          | Andrzej Ostoja-Owsiany      | KWW „Forum Obywatelskie Chrześcijańska Demokracja“ | 52.967  | 16,09 % |
| 7 |          | Dariusz Wojciech Szewczyk   | KW Polskiego Stronnictwa Ludowego                  | 28.829  | 8,76 %  |
| 8 |          | Henryk Tomczak              | KW Polskiej Partii Socjalistycznej                 | 13.032  | 3,96 %  |

Wahlberechtigte: 709.739 – Wahlbeteiligung: 48,53 % – Quelle: Dz.U. 2001 nr 109 poz. 1187

### Parlamentswahl 2005
Die Wahl fand am 25. September 2005 statt.
| #  | Kandidat | Kandidat                      | Wahlkomitee                            | Stimmen | Prozent |
| -- | -------- | ----------------------------- | -------------------------------------- | ------- | ------- |
| 1  |          | Zbigniew Edward Antoszewski   | KWW Zbigniewa Antoszewskiego           | 13.195  | 4,47 %  |
| 2  |          | Zbigniew Józef Dominiak       | KW Polskiej Partii Narodowej           | 3.640   | 1,23 %  |
| 3  |          | Wojciech Piotr Gaszyński      | KWW Społeczni Ratownicy                | 12.987  | 4,40 %  |
| 4  |          | Marek Janiak                  | KWW Marka Janiaka                      | 37.728  | 12,79 % |
| 5  |          | Włodzimierz Janik             | KW Partii Inicjatywa RP                | 4.335   | 1,47 %  |
| 6  |          | Wiesław Sławomir Kowalewski   | KW Samoobrona Rzeczpospolitej Polskiej | 29.303  | 9,93 %  |
| 7  |          | Adam Stefan Lepa              | KW Liga Polskich Rodzin                | 46.326  | 15,70 % |
| 8  |          | Marek Sławomir Markiewicz     | KW Centrum                             | 26.885  | 9,11 %  |
| 9  |          | Grzegorz Jan Matuszak         | KW Sojusz Lewicy Demokratycznej        | 49.212  | 16,68 % |
| 10 |          | Stefan Konstanty Niesiołowski | KW Platforma Obywatelska RP            | 65.342  | 22,15 % |
| 11 |          | Renata Anna Nowak             | KW Partii Demokratycznej–demokraci.pl  | 26.064  | 8,83 %  |
| 12 |          | Maciej Bogusław Rakowski      | KW Socjaldemokracji Polskiej           | 30.413  | 10,31 % |
| 13 |          | Dariusz Wojciech Szewczyk     | KW Polskiego Stronnictwa Ludowego      | 11.691  | 3,96 %  |
| 14 |          | Bogusław Świerczyński         | KW Platforma Janusza Korwin-Mikke      | 28.181  | 9,55 %  |
| 15 |          | Elżbieta Więcławska-Sauk      | KW Prawo i Sprawiedliwość              | 105.672 | 35,81 % |

Wahlberechtigte: 701.395 – Wahlbeteiligung: 43,62 % – Quelle: Dz.U. 2005 nr 195 poz. 1627

### Parlamentswahl 2007
Die Wahl fand am 21. Oktober 2007 statt.
| # | Kandidat | Kandidat                  | Wahlkomitee                           | Stimmen | Prozent |
| - | -------- | ------------------------- | ------------------------------------- | ------- | ------- |
| 1 |          | Małgorzata Maria Bartyzel | KWW Prawicy Marka Jurka               | 23.322  | 5,52 %  |
| 2 |          | Maciej Tomasz Grubski     | KW Platforma Obywatelska RP           | 146.688 | 34,72 % |
| 3 |          | Andrzej Grzelak           | KW Unia Polityki Realnej              | 13.844  | 3,28 %  |
| 4 |          | Krzysztof Kwiatkowski     | KW Platforma Obywatelska RP           | 164.151 | 38,85 % |
| 5 |          | Grzegorz Jan Matuszak     | KKW Lewica i Demokraci SLD+SDPL+PD+UP | 82.743  | 19,58 % |
| 6 |          | Marek Michalik            | KW Prawo i Sprawiedliwość             | 105.742 | 25,03 % |
| 7 |          | Maciej Rakowski           | KKW Lewica i Demokraci SLD+SDPL+PD+UP | 74.119  | 17,54 % |
| 8 |          | Elżbieta Więcławska-Sauk  | KW Prawo i Sprawiedliwość             | 100.795 | 23,86 % |

Wahlberechtigte: 693.779 – Wahlbeteiligung: 61,98 % – Quelle: Dz.U. 2007 nr 198 poz. 1439